# احمد ارسلان
احمد ارسلان (ترکی استانبولی: Ahmet Arslan؛ زادهٔ ۱۹۸۶ (۳۸–۳۹ سال)) در گازی پاشا، آنتالیا) یک دونده مسافت طولانی از ترکیه است که در رشته دوی کوهستانی مسابقه می‌دهد. او شش بار قهرمان مسابقات قهرمانی دوی کوهستان اروپا شده‌است.

## زندگی‌نامه
او در سال ۱۹۸۶ در خانواده ای کشاورز در گازی پاشا استان آنتالیا در جنوب ترکیه به دنیا آمد. احمد ارسلان هفت خواهر و برادر دارد. تحصیلات ابتدایی و متوسطه را در زادگاهش به پایان رساند. پس از پایان دبیرستان به دانشگاه عدنان مندرس در آیدین رفت و در سال ۲۰۰۹ در رشته تربیت بدنی و ورزش فارغ‌التحصیل شد.
احمد ارسلان دو و میدانی را در سال ۲۰۰۰ هنگامی در مقطع دبیرستان مشغول بود، شروع کرد. او مجبور شد در سال ۲۰۰۴ به مدت یک سال ورزش را کنار گذاشت. پس از سال ۲۰۰۵، او تمرینات فشرده دویدن را شروع کرد، به ویژه پس از ملاقات با مربی خود متین سازاک که ورزشکاران با سابقه بود. او به دوی صحرایی به دوی کوهستانی روی آورد. در آن سال در مسابقات قهرمانی دوی کوهستان کشوری شرکت کرد و با وجود اینکه با وجود سن کم در رده بزرگسالان شرکت کرد موفقیت‌های کسب کرد. او با پذیرفته شدن در تیم ملی، در اولین رویدادهای بین‌المللی خود مانند مسابقات قهرمانی کوهستان اروپا و جام جهانی دویدن کوهستان شرکت کرد و تجربه بین‌المللی به دست آورد.
از سال ۲۰۰۷ به بعد، احمد ارسلان شش بار متوالی قهرمان اروپا شده‌است. در سال ۲۰۱۰ نیز در مسابقات جایزه بزرگ WMRA مدال طلا را کسب کرد. او برنده مدال نقره مسابقات جهانی دوی کوهستانی ۲۰۱۱ بود و پس از مکس کینگ آمریکایی دوم شد. در غیاب این آمریکایی، در مسابقات دوی کوهستانی اروپا در سال ۲۰۱۱ که در ترکیه برگزار شد، عنوان قاره ای را به دست آورد. او برنده سری جایزه بزرگ WMRA در آن سال شد. او سال ۲۰۱۲ را با پیروزی در مسابقه Montée du Grand Ballon آغاز کرد. او همچنین دو بار پیاپی قهرمان ردبول ۴۰۰ متر شده‌است.
از آنجایی که ورزش دوی کوهستان به عنوان یکی از شاخه‌های ورزشی المپیک شناخته نمی‌شود، او از پیدا نکردن اسپانسر برای فعالیت ورزشی فعال خود شکوه دارد.

## دستاوردها
| سال        | رویداد                                    | میزبان                      | رتبه       |
| مردان جوان | مردان جوان                                | مردان جوان                  | مردان جوان |
| ---------- | ----------------------------------------- | --------------------------- | ---------- |
| ۲۰۰۵       | بیست و یکمین جایزه جهانی دویدن کوهستان    | نیوزیلند ، ولینگتون         | چهارم      |
| مردان ارشد |                                           |                             |            |
| ۲۰۰۷       | ششمین دوره مسابقات قهرمانی اروپا          | فرانسه ، کوترتس             | طلا        |
| ۲۰۰۸       | هفتمین دوره مسابقات قهرمانی اروپا         | آلمان ، Zell am Harmersbach | طلا        |
| ۲۰۰۸       | بیست و چهارمین جام جهانی دویدن در کوهستان | سوئیس ، سیر                 | برنز       |
| ۲۰۰۹       | هشتمین دوره مسابقات قهرمانی اروپا         | اتریش ، Telfes im Stubai    | طلا        |
| ۲۰۱۰       | نهمین دوره مسابقات قهرمانی اروپا          | بلغارستان ، ساپاروا بانیا   | طلا        |
| ۲۰۱۰       | جایزه بزرگ WMRA                           | اسلوونی ، شمارنا گورا       | طلا        |
| ۲۰۱۰       | بیست و ششمین دوره مسابقات جهانی WMRA      | اسلوونی ، کامنیک            | هفتم       |